# Dunellen
Dunellen est un borough situé dans le comté de Middlesex, dans l’État du New Jersey, aux États-Unis.